# 黄桦
黄桦（1912年10月—1998年），原名乔国安，男，直隶（今河北）安平人，中华人民共和国政治人物，曾任河北省文联副主席，河北省人大常委会副主任。